# Adem Boudjemline
Adem Boudjemline – (28 de febrero de 1994) es un deportista argelino que compite en lucha grecorromana. Ganó una medalla de oro en los Juegos Panafricanos de 2015. Ha ganado cuatro medallas en el Campeonato Africano entre 2014 y 2016.
Su hermano Akram también compite en lucha.

## Palmarés internacional
| Juegos Panafricanos | Juegos Panafricanos               | Juegos Panafricanos | Juegos Panafricanos |
| Año                 | Lugar                             | Medalla             | Categoría           |
| ------------------- | --------------------------------- | ------------------- | ------------------- |
| 2015                | Brazzaville (República del Congo) | Medalla de oro      | 85 kg               |
| Campeonato Africano |                                   |                     |                     |
| Año                 | Lugar                             | Medalla             | Categoría           |
| 2014                | Túnez (Túnez)                     | Medalla de bronce   | 80 kg               |
| 2015                | Alejandría (Egipto)               | Medalla de bronce   | 80 kg               |
| 2015                | Alejandría (Egipto)               | Medalla de plata    | 86 kg               |
| 2016                | Alejandría (Egipto)               | Medalla de oro      | 85 kg               |